# 鼎新數智
鼎新數智股份有限公司（Data Systems Co., Ltd.），簡稱鼎新數智，是一家成立於 1982 年的企業軟體公司。公司專注於企業資源規劃與數位轉型領域的軟體開發等企業管理解決方案，應用涵蓋製造、零售、供應鏈等產業。
2024 年，鼎新電腦改名為鼎新數智，全面邁向以「數智驅動」為核心的新型運營模式。英文名稱同步調整為 Data Systems Co., Ltd.（簡稱 Data Systems）。

## 營運據點
鼎新數智總部設於台灣新北市新店區，並在桃園、新竹、台中（台中軟體園區）、台南、高雄等地設有分公司。此外，公司亦在中國大陸、越南、馬來西亞、泰國、印尼等地設有據點。

## 主要產品與服務
鼎新數智的產品與服務涵蓋以下領域：
- 企業資源規劃（ERP）系統：包括 T100 ERP、Workflow ERP、SmartERP、Cosmos ERP、雲端 A1商務應用雲等[6]。
- 人力資源管理系統（HRM）。
- 企業流程管理（BPM）。
- 製造執行系統（MES）。
- 商業智慧（BI）系統。
- 資訊安全解決方案。
- 環境、社會和公司治理（ESG）與碳總管平台[7]：範疇一二三[註 1]的組織碳盤查、全生命週期的產品碳足跡計算、智能電錶即時能源監控與管理。[8]
- 雲端、大數據、物聯網與 IT+OT 智慧製造解決方案。[9]
- AI 技術與應用：結合 Azure OpenAI 的「METIS」[10][11]，與 AiGP 版本升級計畫[12][13]，將系統導入 AI 輔助流程。[14]

## 沿革與發展
- 1982年4月2日鼎新成立。
- 1989年推出基於DOS平台的MRPII軟體 LEADER。
- 1992年推出了基於B/S架構的ERP軟體TIPTOP。
- 2001年與神州數碼合資成立「神州數碼管理系統有限公司」。[15]
- 2008年以鼎捷集團完整整合兩岸資源[16]，並成立鼎捷軟件（越南）。
- 2012年企業數位化轉型全程價值服務。
- 2014年馬來西亞分公司成立。[17]
- 2015年發佈「智能+」戰略以及「一線三環互聯」的戰略路徑。[18][19]
- 2018年進入臺中軟體園區以及成立鼎華系統。
- 2019年泰國分公司成立。
- 2021年5GAIoT體驗園區正式啟用[20]，並成立知識型網站「就享知」。
- 2022年發佈以數智驅動為核心的新型PaaS平台「METIS」。
- 2024年企業更名為「鼎新數智」，企業LOGO也同步煥新。

## 相關企業
- 鼎捷數智（中國大陸）。
- 鼎捷（越南）。
- 鼎捷（馬來西亞）。
- 新美資訊股份有限公司（泰國合作商）。
- 鼎華智能。
- 鼎捷移動科技。
- 智互联（深圳）科技有限公司。

## 備註
1. ↑  國際溫室氣體盤查涵蓋範疇可分為直接排放（範疇一）、能源間接排放（範疇二）以及其他間接排放（範疇三）三類。

## 外部連結
- 鼎新數智的Facebook專頁
- YouTube上的鼎新數智頻道
- 鼎新數智的Instagram帳戶
- 鼎新數智LinkedIn